# バターケーキ
バターケーキ（butter cake）は、主原料の1つとしてバターを用いたケーキである。バター、砂糖、卵、小麦粉、ベーキングパウダーから作られ、アメリカの主要なケーキの1つである。等量のバター、小麦粉、砂糖、卵から作られるイギリスのパウンドケーキが起源である。19世紀にベーキングパウダーやその他の化学膨張剤が発明されると、パウンドケーキの材料でより軽く、ふっくらとしたケーキを作ることが可能となり、バターケーキに繋がっていった。
バターケーキを作るには、最初に空気を含んでふわっとするようにバターと砂糖を混ぜる。次に卵を少しずつ加えてエマルションを作り、材料を混ぜ合わせる。バターケーキは室温で保存し、濃厚でしっとりとしたものが最高だとされているが、冷蔵すると固くなり、乾燥し、香りを失ってしまう。そのため、冷蔵が必要なクリームチーズ、アイシング、カスタードクリーム等をデコレーションに用いるのは適していない。